# گری استنلی
گری استنلی (انگلیسی: Gary Stanley؛ زادهٔ ۴ مارس ۱۹۵۴) یک بازیکن فوتبال است.
وی سابقه بازی برای باشگاه فوتبال چلسی، باشگاه فوتبال اورتون، باشگاه فوتبال سوانزی سیتی، باشگاه فوتبال پورتسموث و باشگاه فوتبال بریستول سیتی را دارد.